# Diego Castro (Fußballspieler, 1982)
Diego Castro Giménez (* 2. Juli 1982 in Pontevedra) ist ein spanischer Fußballspieler.

## Karriere
Castro begann seine Karriere in seiner Heimatstadt beim FC Pontevedra in der Segunda División B. Im Jahr 2003 ging er nach Andalusien zum FC Málaga, lief dort in den folgenden drei Jahren jedoch überwiegend für die Reservemannschaft auf.
Nach dem Abstieg Málagas in der Saison 2005/06 wechselte Castro zu Sporting Gijón in die Segunda División. Bei den Asturiern entwickelte sich der Spanier unter Trainer Manuel Preciado schnell zum Stammspieler. In der Saison 2007/08 stieg er mit seiner Mannschaft in die Primera División auf.
In den folgenden drei Jahren hatte Castro mit insgesamt 25 Ligatoren großen Anteil daran, dass Gijón wiederholt den Klassenerhalt sichern konnte. Nachdem sein Vertrag nach der Spielzeit 2010/11 ausgelaufen war, wechselte der Spanier zur Spielzeit 2011/12 zum FC Getafe.
Zur Saison 2015/16 wechselte Castro im Alter von 33 Jahren zum australischen Erstligisten Perth Glory und wurde am Saisonende mit der Johnny Warren Medal als Spieler des Jahres ausgezeichnet. In der Spielzeit 2018/19 gewann er mit Perth Glory die A-League, was den Titel "Premier" einbrachte. In den anschließenden Play-off-Spielen um die Meisterschaft verlor er im Finale gegen den Sydney FC mit 1:4 nach Elfmeterschießen.

## Erfolge
- Aufstieg in die Primera División: 2008
- Premier (Australien): 2019